# Elisabeth Wilhelmina von Büren
Elisabeth Wilhelmina von Büren († 17. November 1699 in Nottuln) war Äbtissin im Stift Nottuln.

## Leben

### Herkunft und Familie
Elisabeth Wilhelmina von Büren wuchs als Tochter des Melchior Dietrich von Büren, Gerichtsherr zu Mengede und Herr zu Huckarde, und seiner Gattin Sibylla Torck zusammen mit drei Schwestern und zwei Brüdern, darunter Wilhelm († 1680, Domherr in Münster und Worms) auf. Sie war eine Nichte ihrer Vorgängerin Anna Sophia Torck.

### Werdegang und Wirken
Am 13. August, 8. Oktober und 20. Oktober 1651 erhielt der Nottulner Konvent die bischöfliche Bitte zur Amtsübernahme durch die Stiftsjungfer Elisabeth Wilhelmina. Am 17. Dezember 1651 wurde sie präbendiert, weil Margaretha Anna von Galen nach Borghorst gewechselt war. Am 24. September 1658 fand die Aufschwörung statt.
Nach dem Tode der Äbtissin Anna Sophia Torck wurde die Wahl zunächst verschoben und dann am 28. April 1676 durch die Abgabe von Stimmzetteln durchgeführt, wobei Elisabeth Wilhelmina nur eine knappe Mehrheit erreichte. Die feierliche Amtseinführung war am 14. Juli 1676. Sie hatte das Haus ihrer Vorgängerin geerbt und gab es dem Kapitel gegen Gewährung eines Wohnrechts. Elisabeth Wilhelmina verbesserte auch die Fundation des Festes Mariae Verkündigung und blieb bis zu ihrem Tode im Amt. An der Bestattung am 23. November 1699 nahmen ihre beiden Schwestern Hedwig Anna Sibilla (Stiftsdame in Asbeck) und Sybilla Margaretha (Stiftsdame in Metelen) und ihr Bruder Bernd Diederich (Gerichtsherr in Mengede) teil. Es entwickelte sich im Frühjahr 1700 ein Streit darüber, wer für den Unterhalt des Kaplans aufzukommen hatte. Eine Seite sah die Verpflichtung der neuen Äbtissin, die anderen wollten die Erben der verstorbenen Äbtissin in die Pflicht nehmen. Es wurde eine Einigung erzielt mit dem Ergebnis, dass die Erben für ein Vierteljahr die Versorgung des Kaplans sicherstellen mussten.